# Kristin Cast
Kristin Cast (ur. 4 listopada 1986) – amerykańska pisarka, współautorka cyklu dla nastolatków pt. "Dom Nocy", stworzonego wspólnie ze swoją matką, P.C. Cast. Jest studentką na uniwersytecie w Tulsie. Zdobyła nagrody za swoje wiersze i osiągnięcia dziennikarskie.

## Cykl "Dom Nocy"
1. Marked (2007),wydanie polskie "Naznaczona", przeł. Kopczewska Renata, Wydawnictwo Książnica (2009)
2. Betrayed (2007), wydanie polskie "Zdradzona", przeł. Kopczewska Renata, Wydawnictwo Książnica (2010)
3. Chosen (2008), wydanie polskie "Wybrana", przeł. Michałowska-Gabrych Iwona, Wydawnictwo Książnica (2010)
4. Untamed (2008) wydanie polskie "Nieposkromiona", przeł. Iwona Michałowska-Gabrych, Wydawnictwo Książnica (2010)
5. Hunted (2009), wydanie polskie "Osaczona", przeł. Iwona Michałowska-Gabrych, Wydawnictwo Książnica (2011)
6. Tempted (2009), wydanie polskie "Kuszona", przeł. Iwona Michałowska-Gabrych, Wydawnictwo Książnica (2011)
7. Burned (2010), wydanie polskie "Spalona", przeł.Iwona Michałowska-Gabrych, Wydawnictwo Książnica (2011)
8. Awakened (2011), wydanie polskie "Przebudzona" (2012), przeł.Iwona Michałowska-Gabrych, Wydawnictwo Książnica (2012)
9. Destined (2012), wydanie polskie "Przeznaczona"(27.06.2012), przeł. Donata Olejnik, Wydawnictwo Książnica (2012)
10. Hidden (2012), wydanie polskie "Ukryta", Wydawnictwo Książnica (2013)
11. Revealed (2013) wydanie polskie "Ujawniona", Wydawnictwo Książnica (2013)
12. Liberated (2014) wydanie polskie "Wyzwolona", przeł. Donata Olejnik, Wydawnictwo Książnica (2015)